# 重松惠三
重松 惠三（しげまつ けいぞう、1936年 - ）は、愛媛県出身の陸上自衛官。第25代東部方面総監、第21代西部方面総監。

## 略歴
愛媛県立今治西高等学校卒。防衛大学校第3期卒。陸上自衛隊幹部候補生学校教官、第9師団長、西部方面総監を歴任。 1993年、東部方面総監で退官。
2008年11月、瑞宝中綬章を受章。

## 人物
陸上自衛隊幹部候補生学校校歌の作詞者。青年時代は三島由紀夫と親交があった。定年退官後は日本会議愛媛県本部会長に就任（2013年6月退任。後任は愛媛銀行会長・中山紘治郎が務める）、尖閣諸島防衛や憲法改正による自衛隊の国軍化を訴える政治活動を行う。田母神俊雄を故郷の愛媛県に数回招待し、講演会等を開催したこともある。